# Willy Rizzo

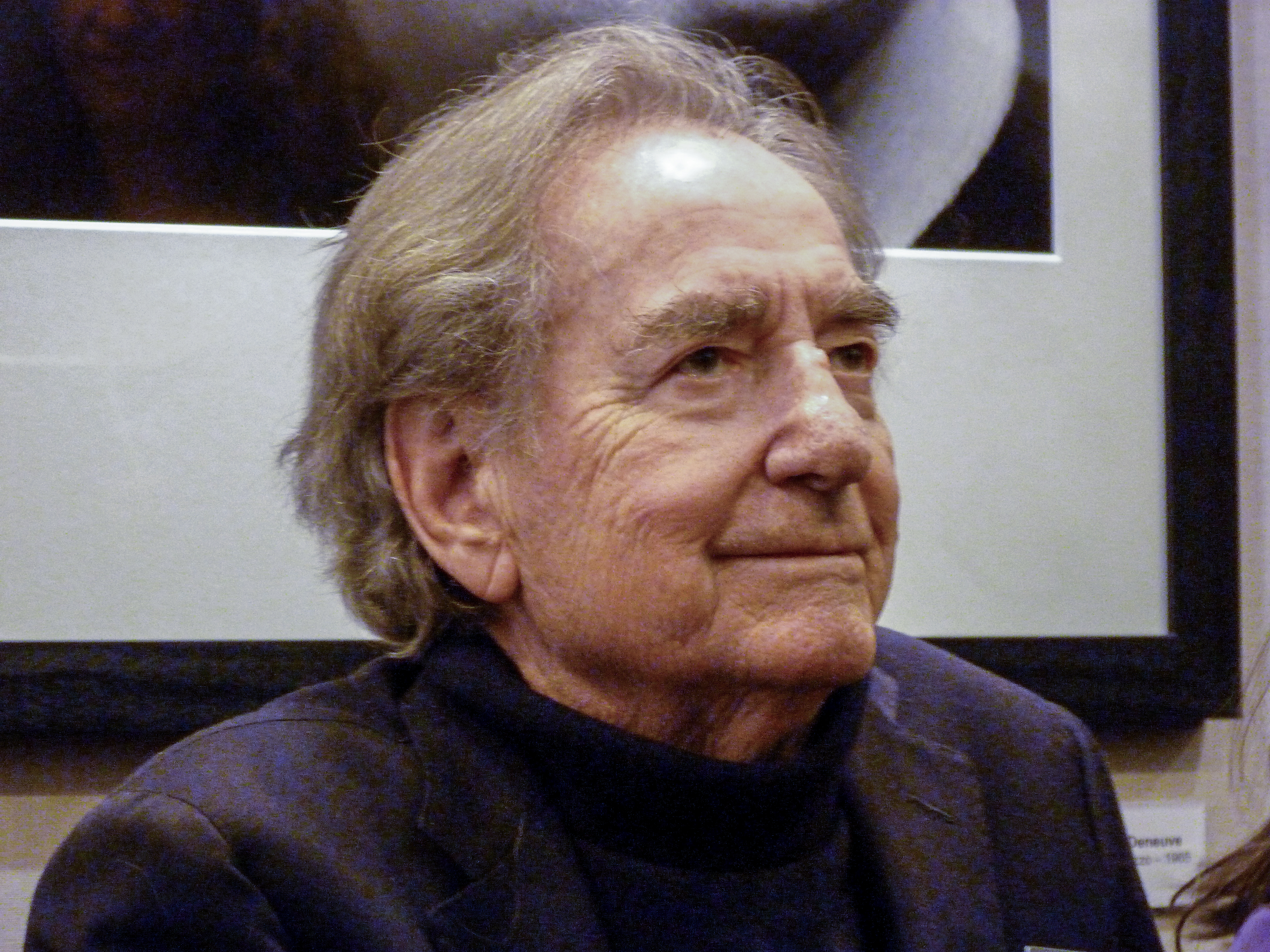
Willy Rizzo 2010

Willy Rizzo (* 22. Oktober 1928 in Neapel, Italien; † 25. Februar 2013 in Paris, Frankreich) war ein italienischer  Fotograf und Designer. Er ist in Frankreich vor allem für seine Fotografien der Nürnberger Prozesse und seine stilprägenden Möbelentwürfe bekannt.

## Fotograf
Rizzo begann seine Karriere als Fotograf in den frühen 1940er Jahren in Paris. Anfangs arbeitete er als Fotoreporter für verschiedene Agenturen und Magazine. Später fotografierte er vor allem Modestrecken und Prominente. Im Laufe seiner Karriere porträtierte Rizzo zahlreiche namhafte Persönlichkeiten, darunter Marilyn Monroe, Pablo Picasso, Salvador Dalí, Brigitte Bardot, Marlene Dietrich, Coco Chanel und Jack Nicholson. Mit dem Schauspieler war er später auch freundschaftlich verbunden.

## Designer
1968 zog Willy Rizzo nach Rom und entdeckte dort seine Liebe zum Design. Er begann zunächst, Möbel für seinen persönlichen Bedarf zu entwerfen. Das skandinavische Design schienen ihm seinerzeit „weder komfortabel noch luxuriös genug“. Bald wurde er als der „Designer des Dolce Vita“ bekannt. Rizzo entwarf zeitgenössische Möbel, die sich nahtlos auch in historische Räume einfügten. Einer seiner ersten Kunden war Igor „Ghighi“ Cassini, der als Gesellschaftskolumnist für die Zeitungen von William Randolph Hearst arbeitete und als Erfinder des Wortes „Jetset“ gilt. Bald darauf bestellten Salvador Dalí und Brigitte Bardot bei Rizzo. 1968 beschloss Rizzo aufgrund der hohen Nachfrage, sein eigenes Unternehmen zu gründen. Er eröffnete ein Büro in Tivoli bei Rom mit anfangs acht Beschäftigten und richtete unter anderem die Apartments der Aristokraten im Palazzo Borghese und dem Palazzo Ruspoli ein. Zu Hochzeiten arbeiteten 150 Menschen in Rizzos Büro. Im Laufe seiner Schaffensperiode entstanden mehr als 30 Möbelstücke. Willy Rizzos elliptischer Marmortisch wird heute im MoMA in New York ausgestellt.
1978 verkaufte Willy Rizzo sein Unternehmen und wandte sich wieder der Fotografie zu. „Ich wollte nie ein Geschäftsmann werden, und ich fing, mich zu langweilen“, sagte er seinerzeit. Er vermisse das „Bohème-Leben als Fotograf“. Rizzo zog wieder nach Paris, wo er 2013 starb.

## Leben
Willy Rizzo war von 1968 bis 1978 mit der Schauspielerin Elsa Martinelli liiert. 1979 heiratete er Dominique Rizzo. Aus der Ehe gingen drei Kinder hervor, Willy Jr., Camilla und Gloria.